# NGC 5686
NGC 5686 é uma galáxia espiral (Sa) localizada na direcção da constelação de Boötes. Possui uma declinação de +36° 30' 13" e uma ascensão recta de 14 horas, 36 minutos e 02,5 segundos.
A galáxia NGC 5686 foi descoberta em 9 de Abril de 1828 por John Herschel.